# Stephen Kay
Stephen Kay (* 1963 in Neuseeland) ist ein neuseeländischer Film- und Fernsehregisseur, Drehbuchautor sowie Schauspieler. 

## Leben
Seine ersten Erfahrungen im Filmgeschäft sammelte Kay als Schauspieler mit verschiedenen kleinen Rollen in Film- und Fernsehproduktionen zu Beginn der 1990er Jahre. Eine wiederkehrende Rolle erhielt er 1995 für die Fernsehserie Tödliches Spiel. In den Jahren 1998 bis 2003 war in der Serie General Hospital zu sehen.
1994 trat er mit dem Kurzfilm Two Over Easy erstmals als Regisseur in Erscheinung. Drei Jahre später inszenierte er mit dem Drama Wie ich zum ersten Mal Selbstmord beging seinen ersten Langfilm. Im Jahr 2000 drehte er mit Sylvester Stallone in der Hauptrolle den Actionfilm Get Carter – Die Wahrheit tut weh. Diesem Kinofilm folgten drei Fernsehfilme, unter anderem 2004 The Dead Will Tell. Mit Boogeyman – Der schwarze Mann aus dem Jahr 2005 inszenierte er einen Horrorfilm. Seither ist er erneut vor allem für das Fernsehen tätig und drehte neben einigen Fernsehfilmen mehrere Episoden für Serien wie The Shield – Gesetz der Gewalt, Sons of Anarchy und Covert Affairs.
Als Drehbuchautor für den Film Mod Squad – Cops auf Zeit wurde Kay 1999 für die Goldene Himbeere in der Kategorie Schlechtestes Drehbuch nominiert.

## Filmografie (Auswahl)

### Regisseur
- 1997: Wie ich zum ersten Mal Selbstmord beging (The Last Time I Committed Suicide)
- 2000: Get Carter – Die Wahrheit tut weh (Get Carter)
- 2002: Wasted (Fernsehfilm)
- 2004: The Dead Will Tell
- 2004–2008: The Shield – Gesetz der Gewalt (The Shield, Fernsehserie, 6 Episoden)
- 2005: Boogeyman – Der schwarze Mann (Boogeyman)
- 2005: Jagd auf den BTK-Killer (The Hunt for the BTK Killer, Fernsehfilm)
- 2006: Saved (Fernsehserie, 3 Episoden)
- 2006–2009: Friday Night Lights (Fernsehserie, 3 Episoden)
- 2008: Dirt (Fernsehserie, Episode 2x02)
- 2008–2010: Sons of Anarchy (Fernsehserie, 7 Episoden)
- 2009: Life on Mars (Fernsehserie, Episode 1x13)
- 2011: The Craigslist Killer (Fernsehfilm)
- 2011: Justice for Natalee Holloway (Fernsehfilm)
- 2011: Cell 213
- 2011: Isolation
- 2011–2014: Covert Affairs (Fernsehserie, 15 Episoden)
- 2012: Blue-Eyed Butcher (Fernsehfilm)
- 2014: Those Who Kill (Fernsehserie, Episode 1x09)
- 2015: Lizzie Borden – Kills! (The Lizzie Borden Chronicles, Fernsehserie, 2 Episoden)
- 2015: Quantico (Fernsehserie, 2 Episoden)
- 2017: Wisdom of the Crowd (Fernsehserie, Episode 1x06)
- 2018: Taken – Die Zeit ist dein Feind (Taken, Fernsehserie, Episode 2x02)
- 2018: Six (Fernsehserie, Episode 2x09)
- 2019: Marvel’s The Punisher (Fernsehserie, Episode 2x12)
- 2019, 2022: New Amsterdam (Fernsehserie, 2 Episoden)
- 2019–2022: Yellowstone (Fernsehserie, 15 Episoden)
- 2021: Coyote (Fernsehserie, 2 Episoden)
- 2022–2023: Mayor of Kingstown (Fernsehserie, 8 Episoden)
- 2024: Special Ops: Lioness (Lioness, Fernsehserie, 4 Episoden)
- 2024–2025: Landman (Fernsehserie, 6 Episoden)

### Drehbuchautor
- 1997: Wie ich zum ersten Mal Selbstmord beging (The Last Time I Committed Suicide)
- 1999: Mod Squad – Cops auf Zeit (The Mod Squad)
- 2014: Lizzie Borden (Lizzie Borden Took An Ax, Fernsehfilm)
- 2015: Beautiful & Twisted (Fernsehfilm)
- 2018: Faith Under Fire (Fernsehfilm)
- 2023: Mayor of Kingstown (Fernsehserie, Episode 2x08)

### Schauspieler
- 1993: Mord ist ihr Hobby – Die Lügnerin (Dead to Rights, Fernsehfilm)
- 1993–2003: General Hospital (Fernsehserie, 40 Episoden)
- 1995–1997: Tödliches Spiel (Deadly Games, Fernsehserie, 13 Episoden)
- 1996: Mord ist ihr Hobby – Mord im Puppentheater (Something Foul in Flappieville, Fernsehfilm)
- 2001: Angel Eyes
- 2002: Wasted (Fernsehfilm)